# Kościół św. Bartłomieja w Głogówku
Kościół św. Bartłomieja w Głogówku – kościół parafialny parafii św. Bartłomieja w Głogówku (dekanat Głogówek diecezji opolskiej). Nazywany jest Perłą Opolskiej Ziemi.

## Historia

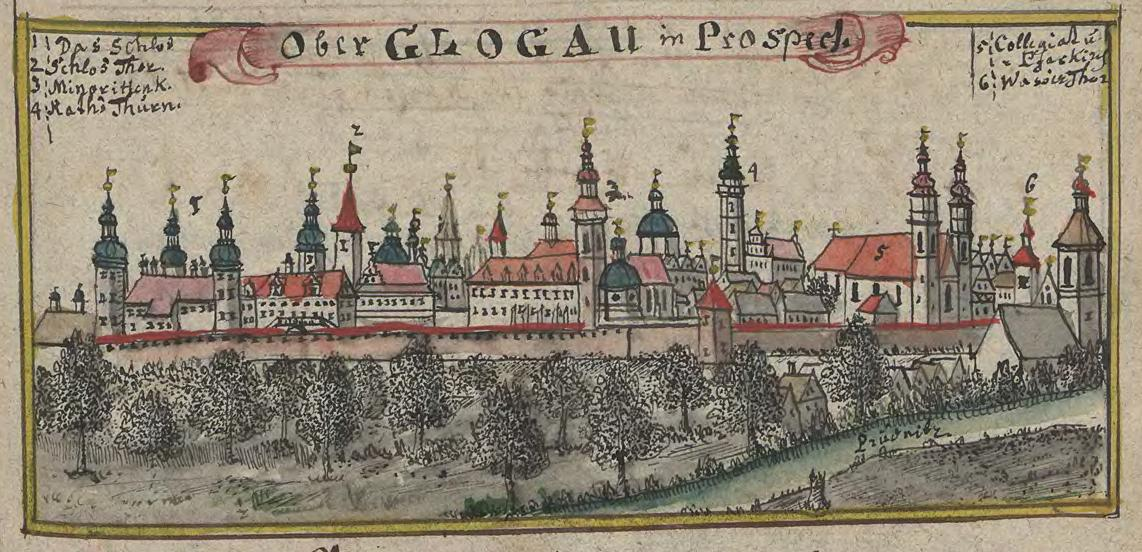
Głogówek w połowie XVIII wieku – po prawej kościół św. Bartłomieja

Kościół parafialny w Głogówku po raz pierwszy wzmiankowany był w dokumencie z 10 czerwca 1284 roku, a właściwie nie sam kościół, lecz jego proboszcz Tilo. Z dokumentacji powizytacyjnej przeprowadzonej w 1680 roku wynika, że w 1350 roku książę opolski ufundował nowy kościół. W roku 1379 staraniem księcia Henryka Niemodlińskiego został on podniesiony do rangi kolegiaty. Obecna budowla pochodzi z XIV wieku, ale prawdopodobnie została wzniesiona na miejscu wcześniejszej świątyni. Na przestrzeni wieków świątynia była zniszczona przez husytów, odbudowana przez parafian, a następnie przejęta przez protestantów. Dopiero w XVII wieku nastąpił dla kościoła spokojniejszy czas. W 1641 roku papież Urban VIII podarował miastu relikwie św. Kandydy. Podczas prac trwających w latach 1775-1781 skuto późnogotyckie żebra sklepienia sieciowego, które zachowało się w prezbiterium. Wtedy też poświęcono kaplicę Oppersdorfów i ufundowano kaplice św. Kandydy i św. Józefa.

## Architektura i wystrój

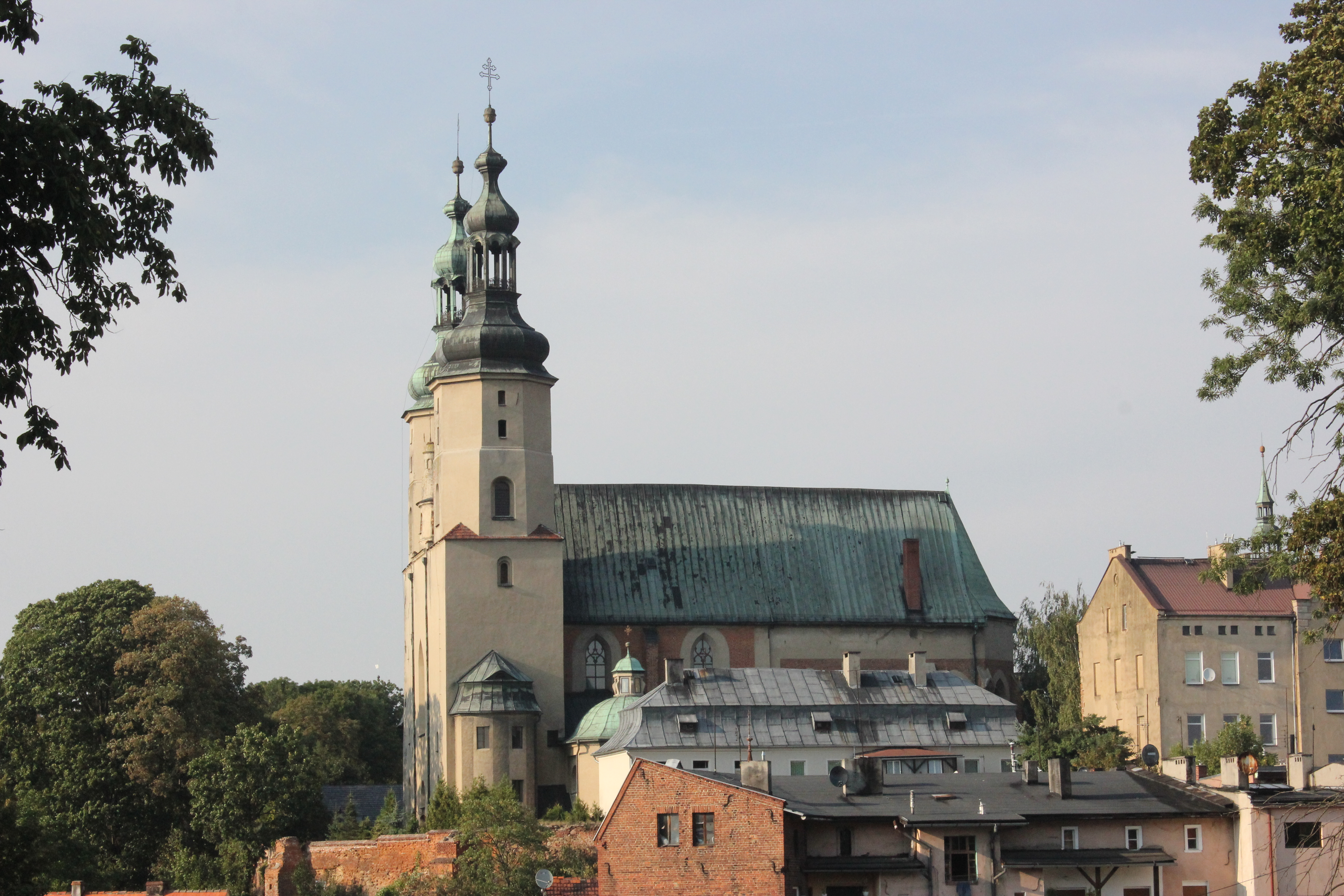
Widok kościoła (2018)

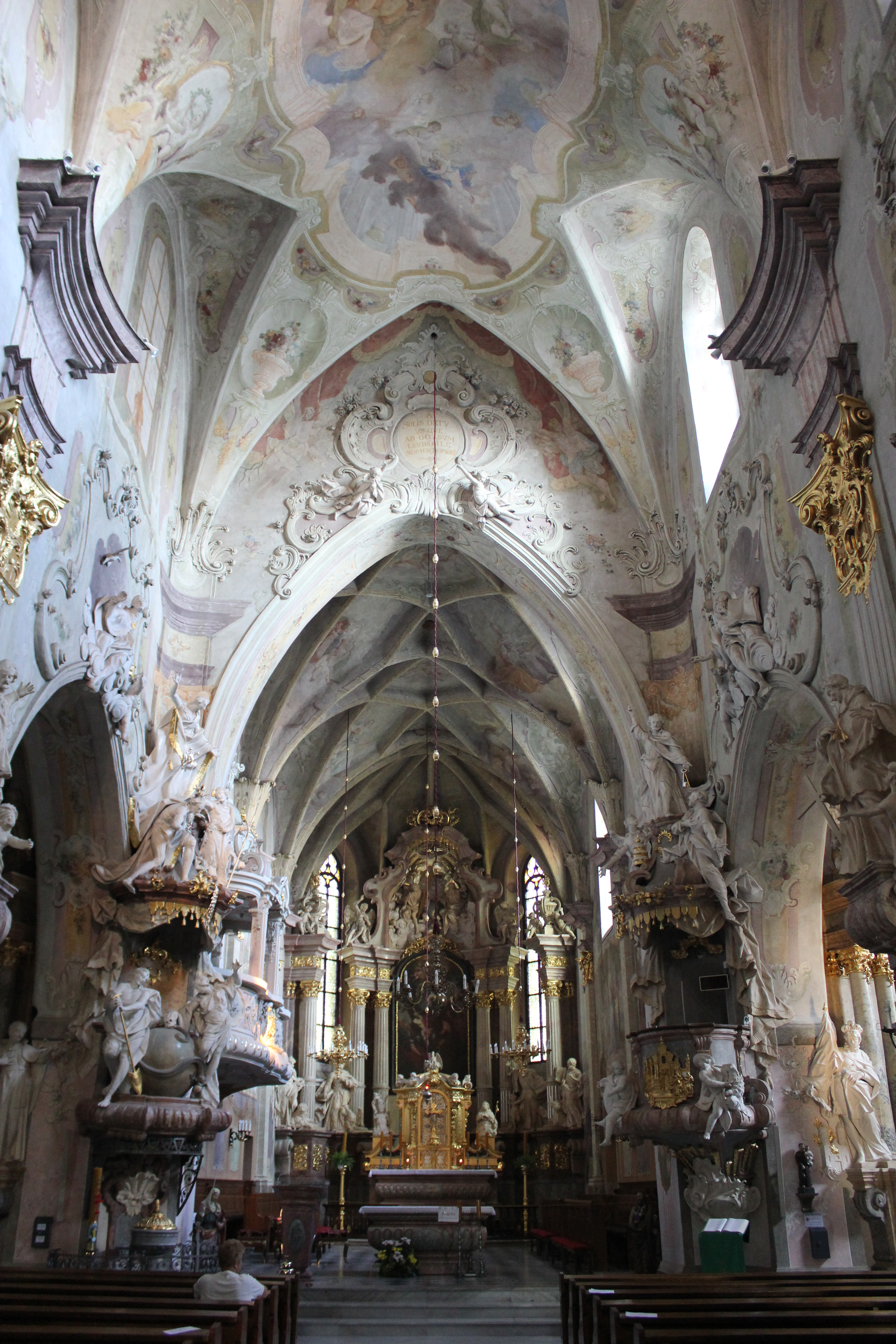
Wnętrze świątyni

Kościół jest murowany z cegły oraz częściowo otynkowany. Wieże w dolnej części są czworoboczne, a wyżej ośmioboczne. Ostrołukowe, wysokie i wąskie okna zdobią maswerki. Świątynię wybudowano w stylu gotyckim, ale wnętrze ma wystrój barokowy.
Prezbiterum jest długie, posiada sklepienie sieciowe, bogato zdobione freskami, które wykonał František Antonín Šebesta. Ukazują one personifikację czterech cnót: wiary, nadziei i miłości oraz pokory lub łagodności. Na ścianach znajdują się cztery duże malowidła przedstawiające sceny z życia św. Bartłomieja, patrona świątyni: Powołanie na apostoła, Ewangelizacyjna misja, Kazanie przed obliczem króla Armenii Polymiosa oraz Skazanie na śmierć przez królewskiego brata Astragesa.  
W ołtarzu głównym znajduje się olejny obraz, pędzla Sebastiniego, przedstawiający śmierć św. Bartłomieja. Po obu stronach ołtarza stoją rzeźby czterech ewangelistów  z ich atrybutami.
Na styku prezbiterium i nawy głównej na jest widoczna ambona oraz jej kompozycyjny odpowiednik – nadbudowa chrzcielnicy. Na koszu ambony widoczna jest scena uzdrowienia chorego przez św. Piotra, a także figury dwóch młodzieńców trzymających kościół na skale oraz owieczkę. Ambonę wieńczy rzeźba przedstawiająca wręczenie św. Piotrowi kluczy królestwa niebieskiego. Chrzcielnicę zdobią figury Adama i Ewy, a pomiędzy nimi umieszczona została kula ziemska, po której wije się wąż. Na baldachimie natomiast rzeźby przedstawiają chrzest Chrystusa w Jordanie.

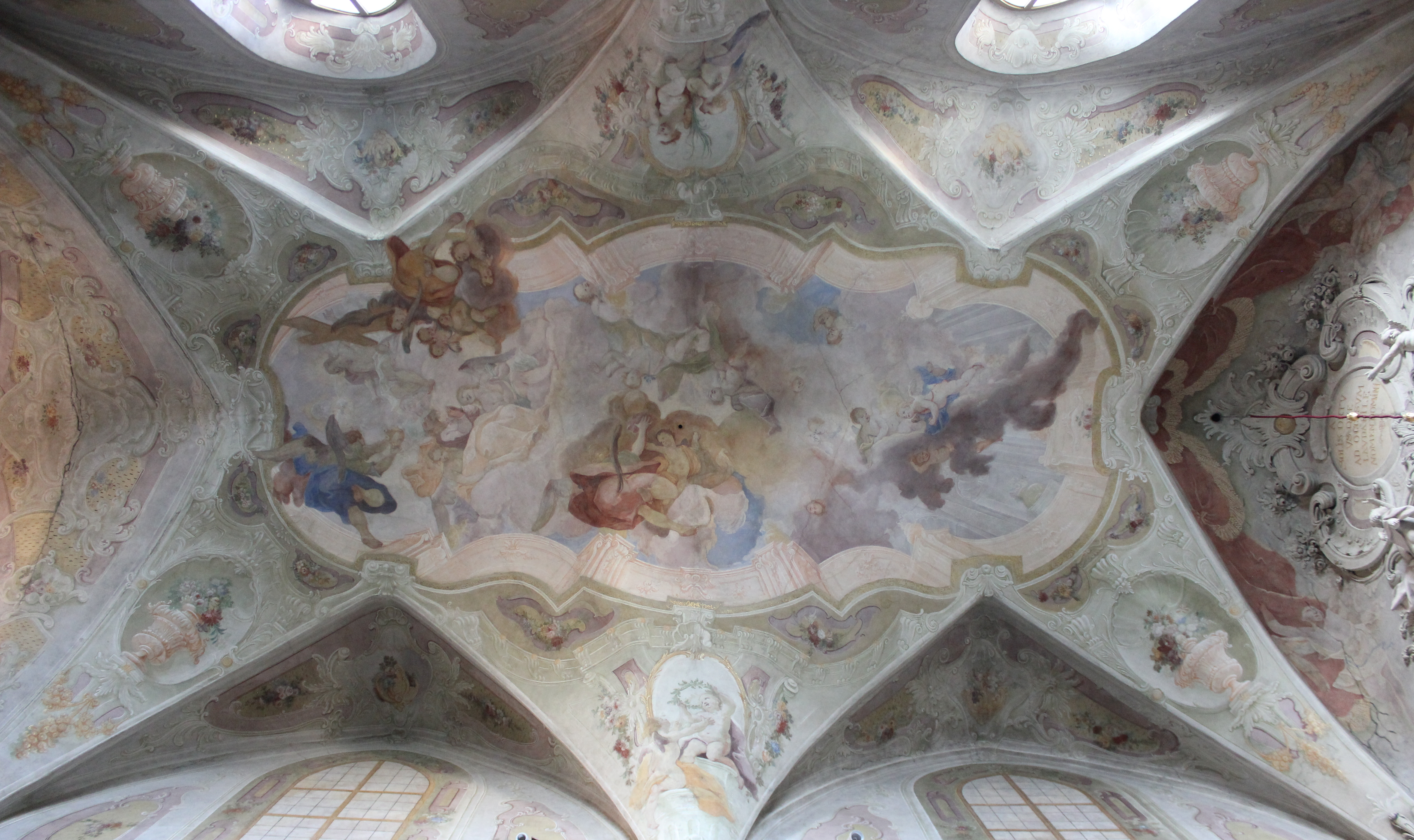
Sklepienia

Na sklepieniu nawy głównej znajduje się, uchodzące za jedno z najlepszych dzieł Sebastiniego, duże malowidło, które przedstawia apoteozę św. Bartłomieja. W części zachodniej fresku widoczna jest Trójca Święta, poniżej św. Bartłomiej adorujący krzyż trzymany przez anioła. W części wschodniej artysta umieścił główki aniołów oraz puttów igrających wśród obłoków. Freski zdobią nie tylko sklepienie, ale również ściany, nawy boczne. Do niedawna uchodziły za dzieło Sebastiniego. Jednak jak się okazało, namalował je konserwator, Joseph Langer, który w latach 1906-1908 przeprowadził gruntowną renowację malowideł w kościele.
Na filarach znajdują się figury świętych: Jana Nepomucena, Franciszek Ksawery, Heleny i Konstantyna, a także czterech ojców kościoła: Grzegorza Wielkiego, Hieronima, Ambrożego i Augustyna, których atrybuty podtrzymują aniołki wynurzające się z obłoków.
W kościele znajdują się jeszcze dwie dobudowane kaplice. Po lewej stronie nawy głównej, dobudowano kaplicę pod jej wezwaniem. Relikwie świętej znajdują się w relikwiarzu na ołtarzu kaplicy.
Drugą kaplicę, św. Józefa dobudowano w 1688. Na kopule znajduje się fresk Zaślubiny Marii z Józefem, zaś na ścianach malowidła Ucieczka do Egiptu oraz Dwunastoletni Chrystus nauczający w świątyni.

## Organy
Organy wybudowała firma Rieger w Karniowie, w 1929 roku jako opus 2370. Powstały po przebudowie chóru muzycznego wykonanej w latach 20. XX w. z wykorzystaniem części elementów poprzedniego instrumentu firmy Schlag & Söhne. Pierwszy remont instrumentu przeprowadził prawdopodobnie w 1966 Józef Ludwig z Rybnika. Około roku 2010 remont generalny przeprowadził oddział firmy Rieger-Kloss w zarządzie Jiřiego Holinki, który wówczas niestety zbankrutował, wobec czego intonację części instrumentu  do końca doprowadził Zbigniew Pluta. Organy są również wykorzystywane do działalności koncertowej.

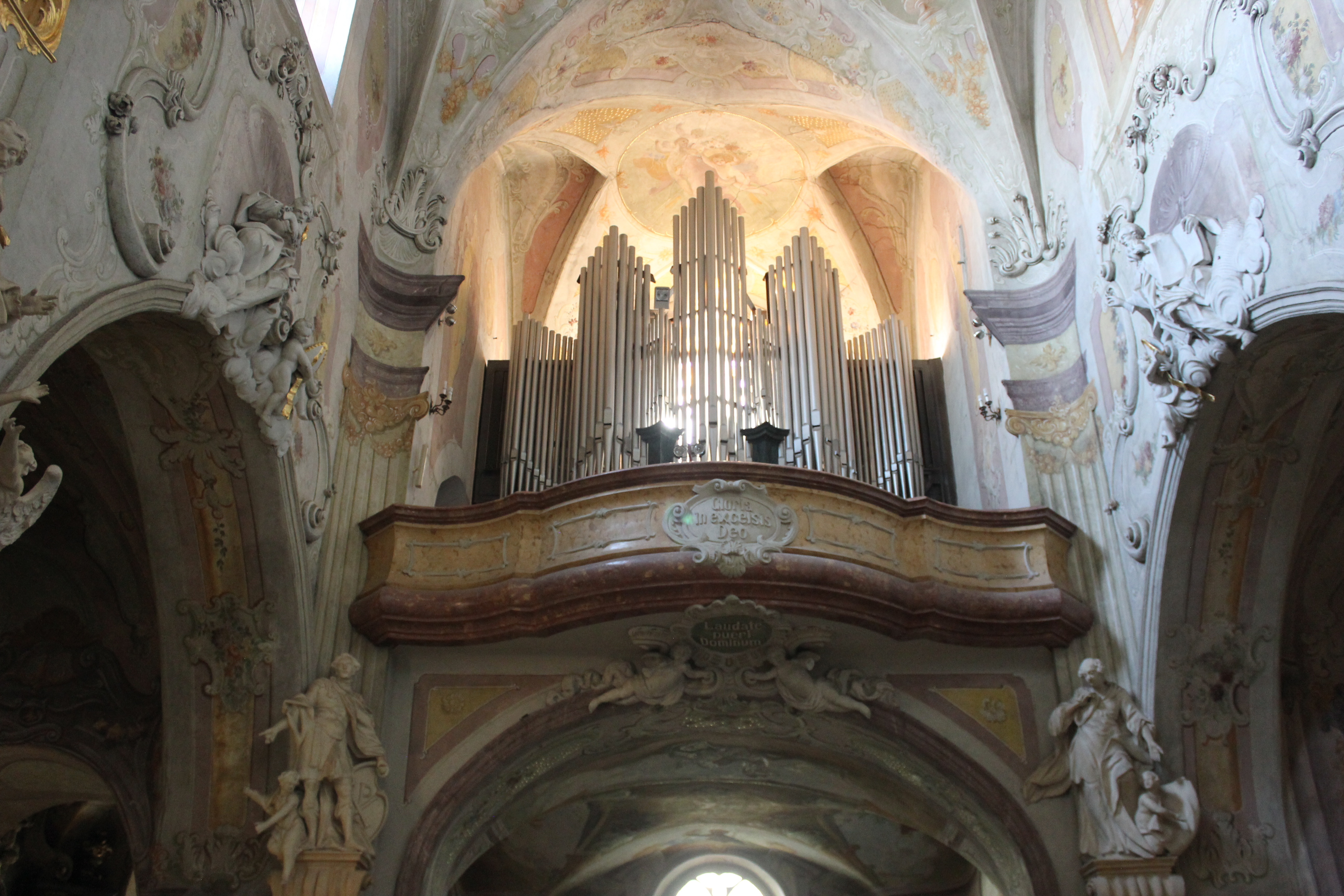
Organy

Dyspozycja instrumentu:
| Manuał I             | Manuał II                | Manuał III          | Pedał                 |
| -------------------- | ------------------------ | ------------------- | --------------------- |
| 1. Cornett 3 fach    | 1. Cymbel 3feh. [sic!]   | 1. Oboe 8'          | 1. Posaune 16'        |
| 2. Wald Flöte 2'     | 2. Quint Flöte 2 2/3'    | 2. Gems horn 8'     | 2. Principalbass 16'  |
| 3. Flûte harmon. 4'  | 3. Spitz Flöte 4'        | 3. Viola d'amour 8' | 3. Violon 16'         |
| 4. Oktave 4'         | 4. Principal 4'          | 4. Vox Coelestis 8' | 4. Subbass 16'        |
| 5. Hohlflöte 8'      | 5. Portunal Floete 8'    | 5. Gedackt 8'       | 5. Bourdon Bass 16'   |
| 6. Doppel Gedackt 8' | 6. Lieblich Gedackt 8'   | 6. Travers Flöte 8' | 6. Quint Bass 10 2/3' |
| 7. Fugara 8'         | 7. Salicet 8'            | 7. Dolce 4'         | 7. Oktav bass 8'      |
| 8. Principal 8'      | 8. Gamba 8'              | 8. Nacht horn 2'    | 8. Cello 8'           |
| 9. Trompette 8'      | 9. Geigen Principal 8'   | 9. Mixtur 3fach     | 9. Gedackt 8'         |
| 10. Bourdon 16'      | 10. Krumm Horn 8' [sic!] |                     | 10. Oktave 4'         |

## Dzwony

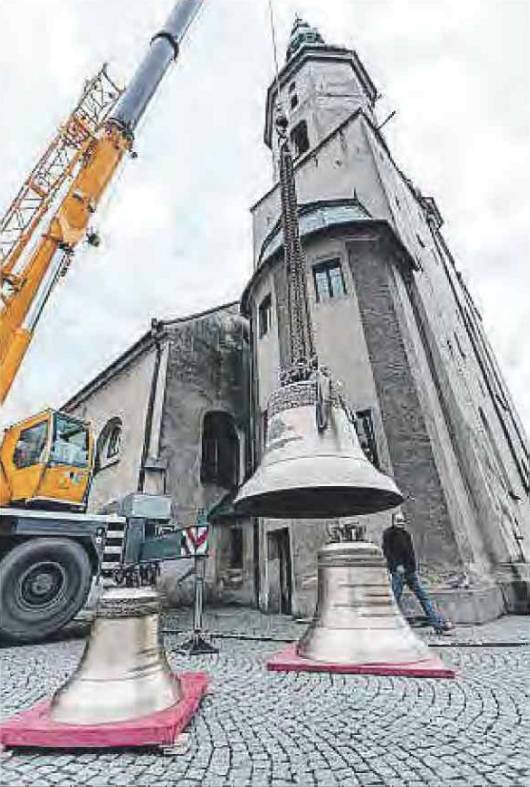
Montaż nowych dzwonów (2016)

Do 2015 roku z wieży rozbrzmiewały 4 żeliwne dzwony, które obecnie nie są używane. Jeden z nich stoi w wieży, kolejny wisi na specjalnie wybudowanej dzwonnicy, a dwa stoją przed plebanią.
Obecnie na jednej z wież wisi siedem dzwonów. Sześć z nich to nowe dzwony z Jubileuszowego Zestawu Roku Miłosierdzia, poświęcone 29 sierpnia 2015 roku przez bp. Andrzeja Czaję w przeddzień uroczystości odpustowej ku czci św. Bartłomieja Apostoła. Oprócz nich wisi również zabytkowy dzwon, używany obecnie jako dzwon pogrzebowy. Pierwszy raz dzwony zadzwoniły 8 grudnia 2015 roku. Wszystkie odzywają się jedynie odświętnie, cztery biją przed niedzielnymi mszami.
Dzwon św. Bartłomiej w dniach 18-21.04.2015 był prezentowany na światowych targach sakralnych w Vicenzy we Włoszech.
|    | Imię                               | Waga (kg) | Ton uderzeniowy | Średnica (cm) | Rok odlania | Odlewnia                                           |
| -- | ---------------------------------- | --------- | --------------- | ------------- | ----------- | -------------------------------------------------- |
| 1. | św. Józef                          | ~2400 kg  | c' (+)          | 156 cm        | 2015        | Pracownia Ludwisarska Jana Felczyńskiego, Przemyśl |
| 2. | św. Bartłomiej                     | ~1200 kg  | e'              | 124 cm        | 2015        | Pracownia Ludwisarska Jana Felczyńskiego, Przemyśl |
| 3. | Najświętsza Maryja Panna           | ~700 kg   | g' (+)          | 102 cm        | 2015        | Pracownia Ludwisarska Jana Felczyńskiego, Przemyśl |
| 4. | św. Jan Paweł II                   | ~500 kg   | a'              | 91 cm         | 2015        | Pracownia Ludwisarska Jana Felczyńskiego, Przemyśl |
| 5. | św. Florian                        | ~290 kg   | c" (+)          | 77 cm         | 2015        | Pracownia Ludwisarska Jana Felczyńskiego, Przemyśl |
| 6. | św. Kandyda i Św. Siostra Faustyna | ~250 kg   | cis" (+)        | 72 cm         | 2016        | Pracownia Ludwisarska Jana Felczyńskiego, Przemyśl |
| 7. | św. Barbara i Św. Walenty          | ~220 kg   | cis"            | 70 cm         | 1704        | Johann Baptist Melac, Brno                         |